# Laodicée du Lycos
Pour les articles homonymes, voir Laodicée et Ladik.
La ville antique de Laodicée du Lycos (en latin : Laodicea ad Lycum, « Laodicée au bord du Lycos », en grec ancien : Λαοδίκεια ἡ ἐν Φρυγίᾳ, « Laodicée de Phrygie ») en Phrygie, près de la Carie et de la Lydie était, à la période hellénistique et romaine, la capitale de la Phrygie en Asie Mineure. Ses ruines sont encore visibles entre le village de Goncali et le quartier d'Eskihisar (en turc : Vieille citadelle) à 6 km du centre de Denizli en Turquie.
Laodicée signifie « peuple juste » et c'est un nom fréquent à la période hellénistique ; dans ce cas la cité est dédiée à la mémoire de l'épouse d'Antiochos II de la dynastie des Séleucides, fondateur de la ville au IIIe siècle av. J.-C. En grec Λαοδίκεια πρὸς τοῦ Λύκου : Laodikeia pros tou Lykou signifie « [cité de] Laodicée près du [fleuve du] Loup », aujourd'hui le Çürüksu Çayı.

## Histoire

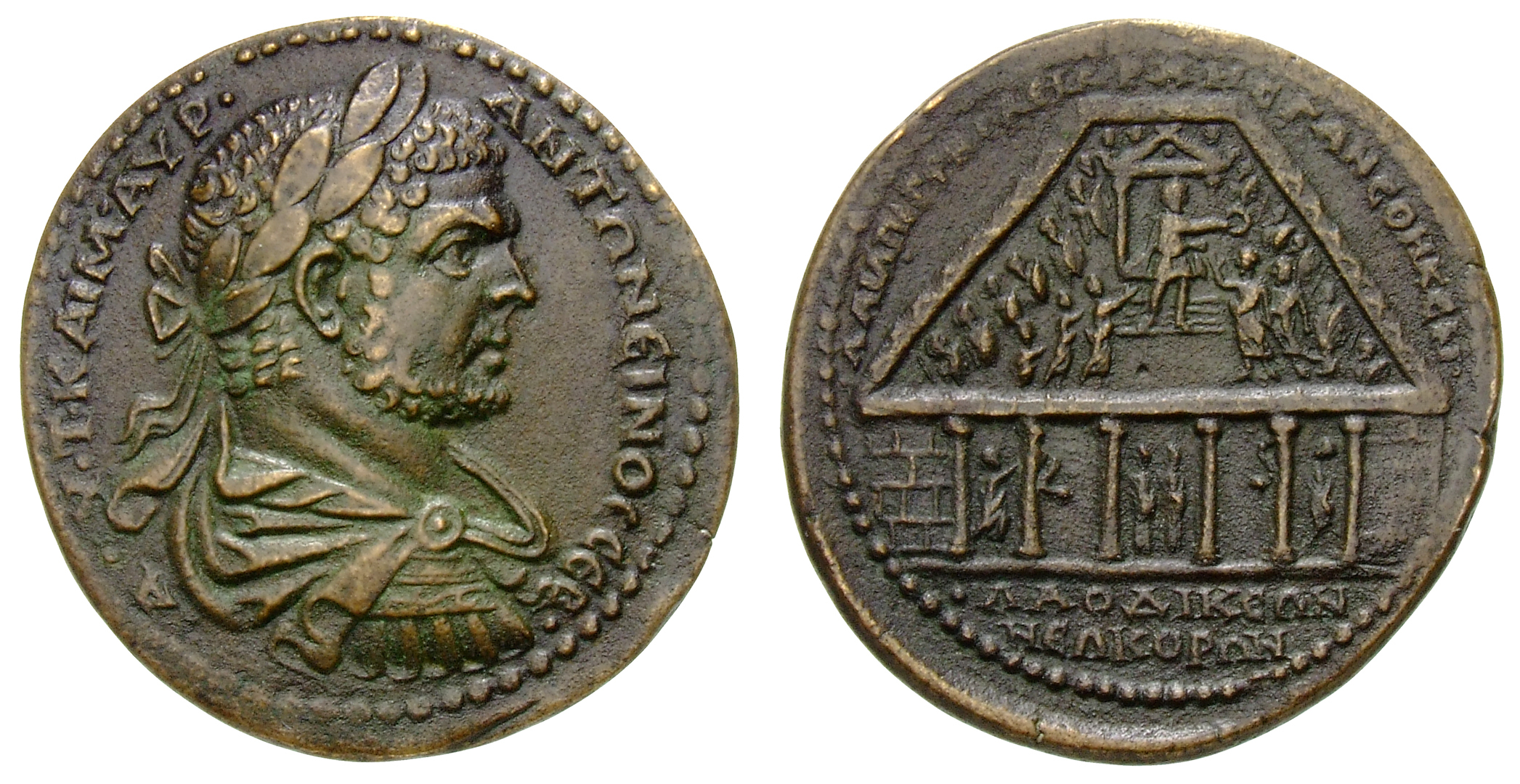
Médaille romaine en bronze (45 mm, 45,6 g) ; à l’avers, le portrait de Caracalla et au revers, l'empereur accueilli par les citoyens de la ville dans l'agora lors de sa visite à Laodicée du Lycos (216/217 apr. J.-C.), devant un temple à deux colonnes avec des soldats alignés sur les deux côtés.

Vers 546 av. J.-C., le roi de Perse Cyrus II conquiert la Lydie, mettant un terme définitif à l'expansion du roi lydien Crésus en Cappadoce. La région devient une satrapie de l'Empire achéménide.

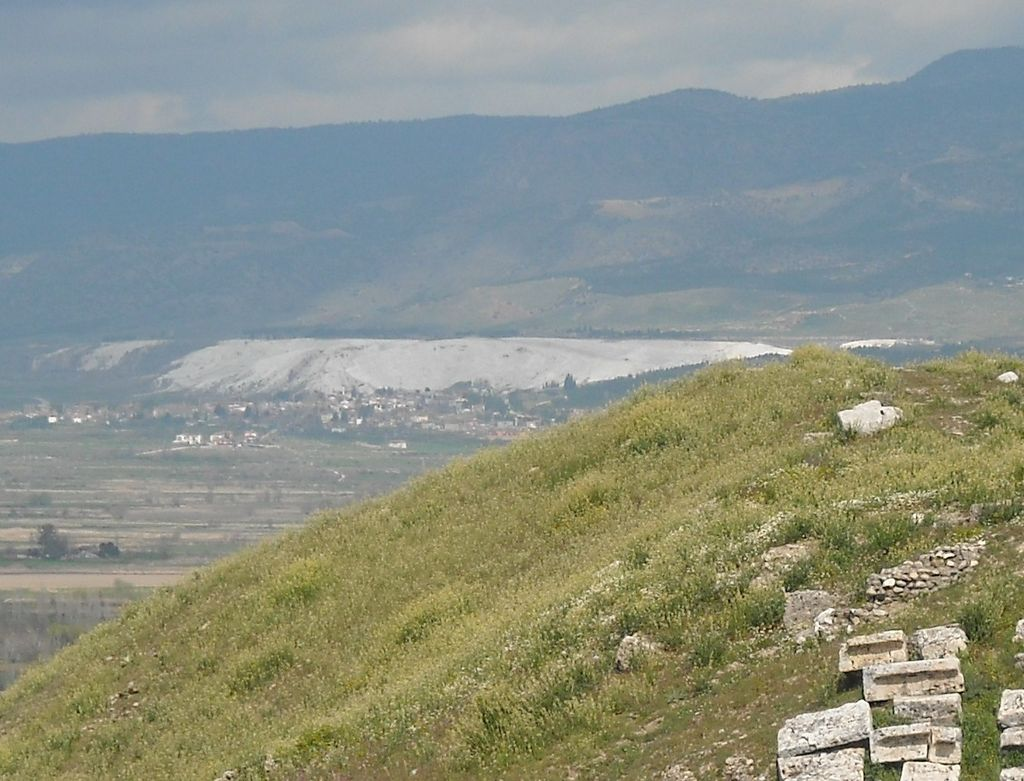
Vallée du Lykos depuis le théâtre. À l'arrière-plan, Pamukkale (la « forteresse en coton », en turc).

Vers 360 av. J.-C., après s'être allié à la révolte des satrapes d'Asie Mineure contre le pouvoir central perse, Mausole, satrape de Carie, parvient à étendre ses possessions à la Lydie. En 334 av. J.-C., l'Anatolie passe sous la domination macédonienne d'Alexandre le Grand. Entre 261 et 253 av. J.-C. le Séleucide Antiochos II fonde la ville de Laodicée.
En 188 av. J.-C., Laodicée passe au royaume de Pergame, dont le dernier roi lègue en 133 av. J.-C. son royaume aux Romains. Bien qu'ayant été frappée par plusieurs séismes considérables qui firent tarir plusieurs de ses sources et s'effondrer ses citernes et aqueducs, la ville, extrêmement prospère, put se reconstruire par ses propres moyens, sans l’aide de Rome.
Laodicée comptait une forte communauté juive hellénistique. Au sein de celle-ci, mais aussi à l'extérieur, le prosélytisme chrétien eut rapidement du succès et la ville devint l'une des sept Églises d'Asie citées dans l’Apocalypse. Toutefois les chrétiens laodicéens cohabitaient paisiblement avec les juifs et les polythéistes, et se virent reprocher leur « tiédeur ». Un important concile s'y déroula vers 364 apr. J.-C. Laodicée connaît un certain essor, au détriment de sa voisine Colosses. 
En 494, la ville est détruite par un nouveau tremblement de terre consécutif aux mouvements tectoniques de la faille nord-anatolienne, qui affaiblit la ville, mais ne l'empêche pas de continuer son existence pendant encore cinq siècles sous l'Empire romain d'Orient. Des églises de style byzantin s'y multiplient. 
La défaite des Romains d'Orient face aux peuples turcs musulmans en 1071 livre à ces derniers l'Anatolie centrale, et des « akıncı » Turkmènes s'installent en Phrygie, ce qui entraîne un net déclin de la ville qui devient dès lors un enjeu dans les guerres turco-byzantines. Turque en 1077 sous le nom de Ladik, byzantine vingt ans plus tard, prise par le sultan seldjoukide de Roum Kılıç Arslan Ier en 1102, à nouveau byzantine en 1119, Laodicée est en outre traversée et pillée par les Croisés à partir de la deuxième croisade en 1148. Frédéric Barberousse passe sous ses murs en 1190. Les Seldjoukides reprennent la ville en 1207. La dynastie beylicale de Ladik, apparentés aux Germiyanides, s'y installe en 1261. Les bey se déclarent indépendants des Seldjoukides mais restent vassaux des mongols Houlagides, également suzerains des Seldjoukides.
Vers 1335, le voyageur Ibn Battuta séjourne chez le « bey de Ladik ». Il écrit que la ville produit des « étoffes de coton qui n'ont pas leur pareille » (une formation géologique proche est appelée Pamukkale, la « forteresse de coton », en raison de son aspect très blanc) et qu'elle est habitée par de nombreux roum (mot turc et arabe provenant de « Romées » et désignant, pour les musulmans, les chrétiens d'Orient). Ibn Battuta réprouve les « mœurs dépravées » de cette ville dont même le cadi (« maire » et « juge ») livre ses esclaves chrétiennes à la prostitution. Battuta ajoute que Ladik est surnommée Doûn Ghozloh soit, selon lui, « ville des porcs » (peut-être les chrétiens de la ville en élevaient-ils encore, ou peut-être est-ce une allusion aux mœurs, mais il est également possible qu'il s'agisse de la déformation du turc Dın-oğuz-oğlu : « fils d'un clan pieux »).
Ladik est alors si dégradée qu'elle devient une carrière de pierre pour la construction de Denizli par les Seldjoukides et les Germiyanides. Le Beylicat de Ladik disparaît en 1368 et en 1390, les Germiyanides font leur soumission au sultan ottoman Bayezid Ier. Leur principauté est restaurée par Tamerlan en 1402, mais retombe dans le giron ottoman en 1429. L'ancienne Laodicée est alors un champ de ruines inhabité.

## Fouilles archéologiques

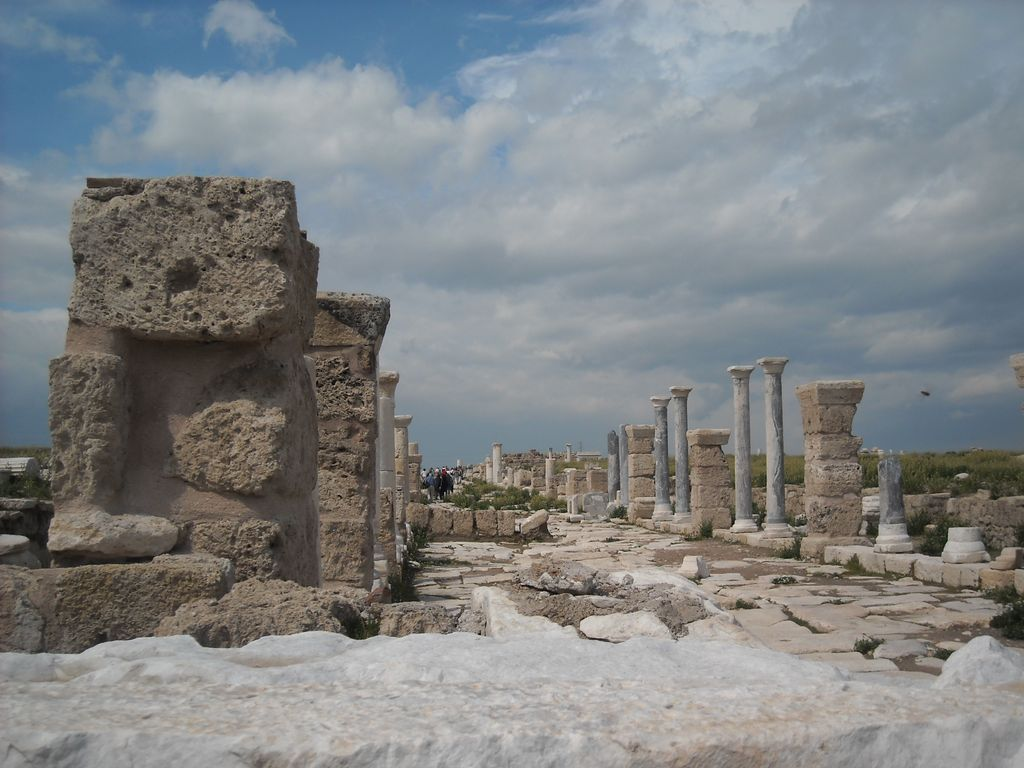
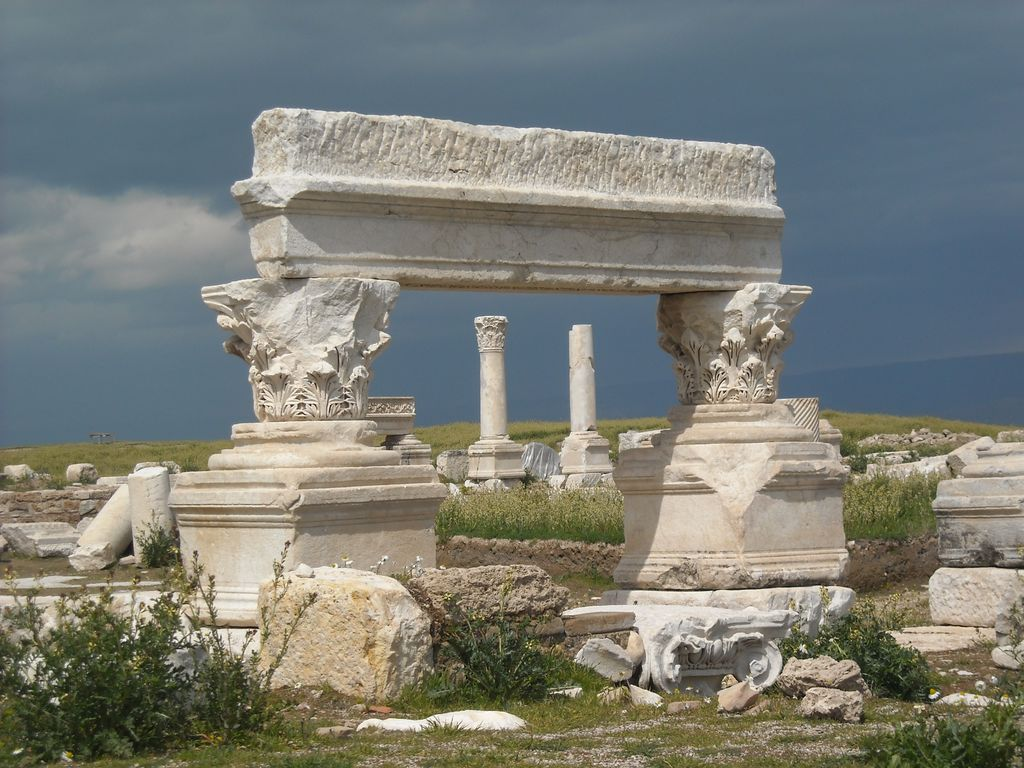
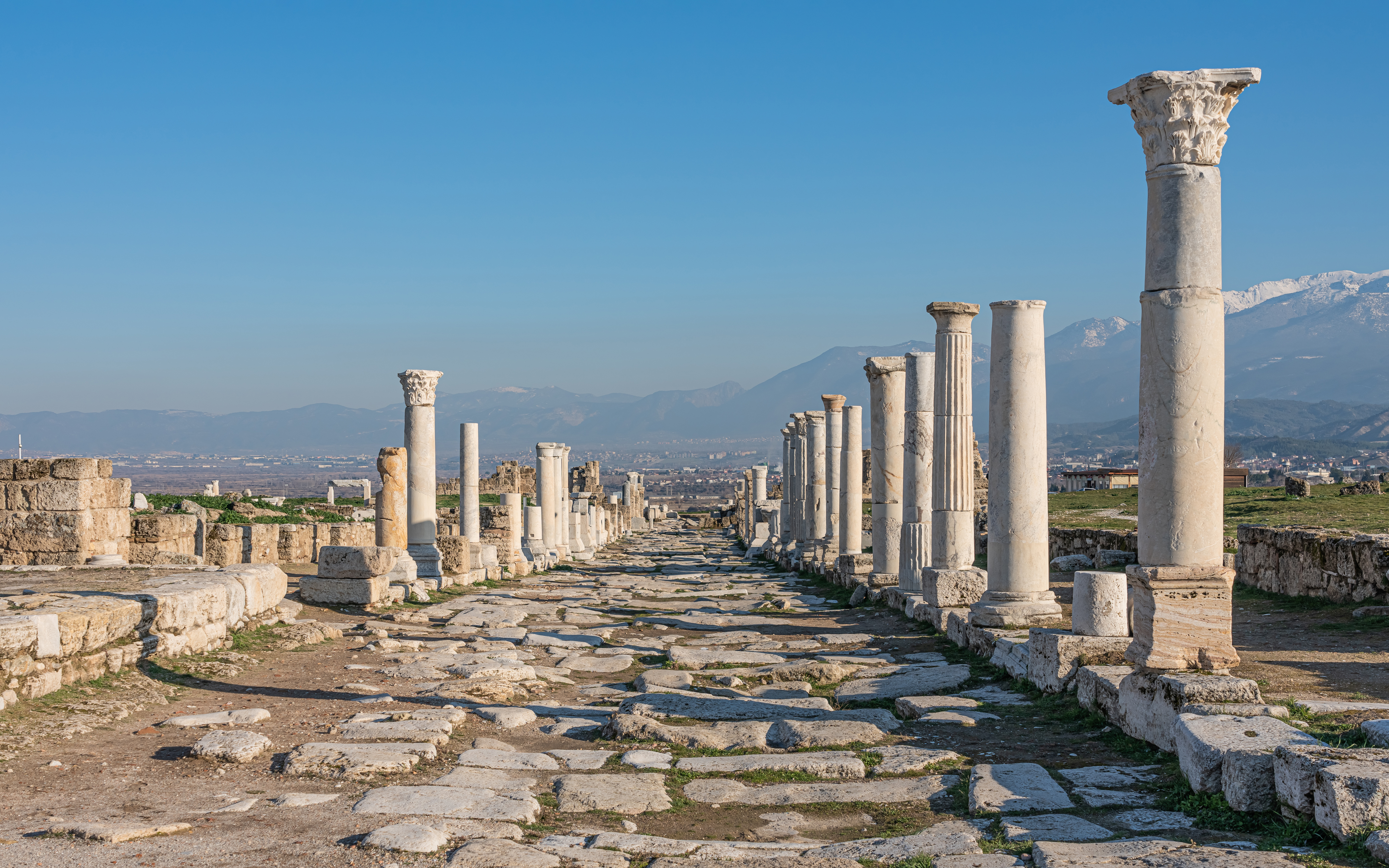
La rue Syrienne ou des Syriens (Συριακός οδός - Syriakós odós), à Laodicée en février 2020.
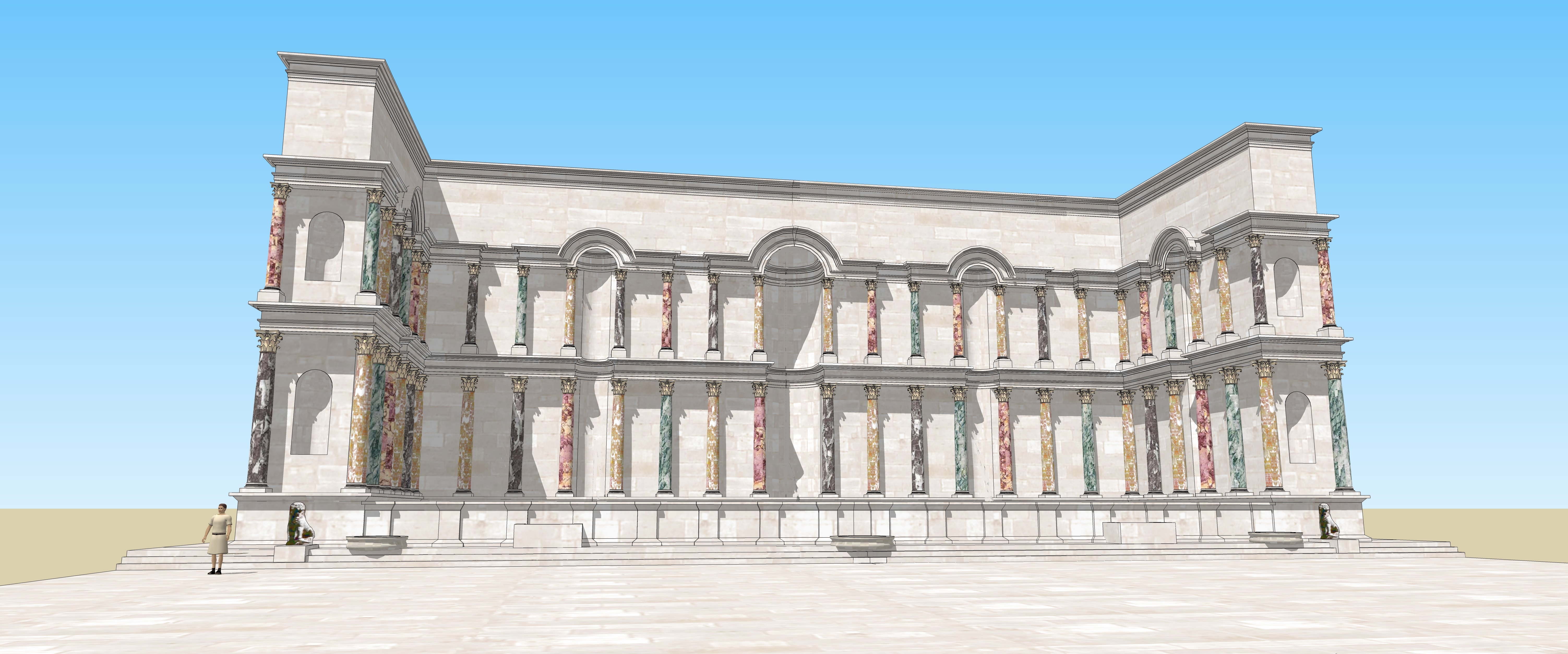
Proposition de restitution du Nymphée de Laodicée.

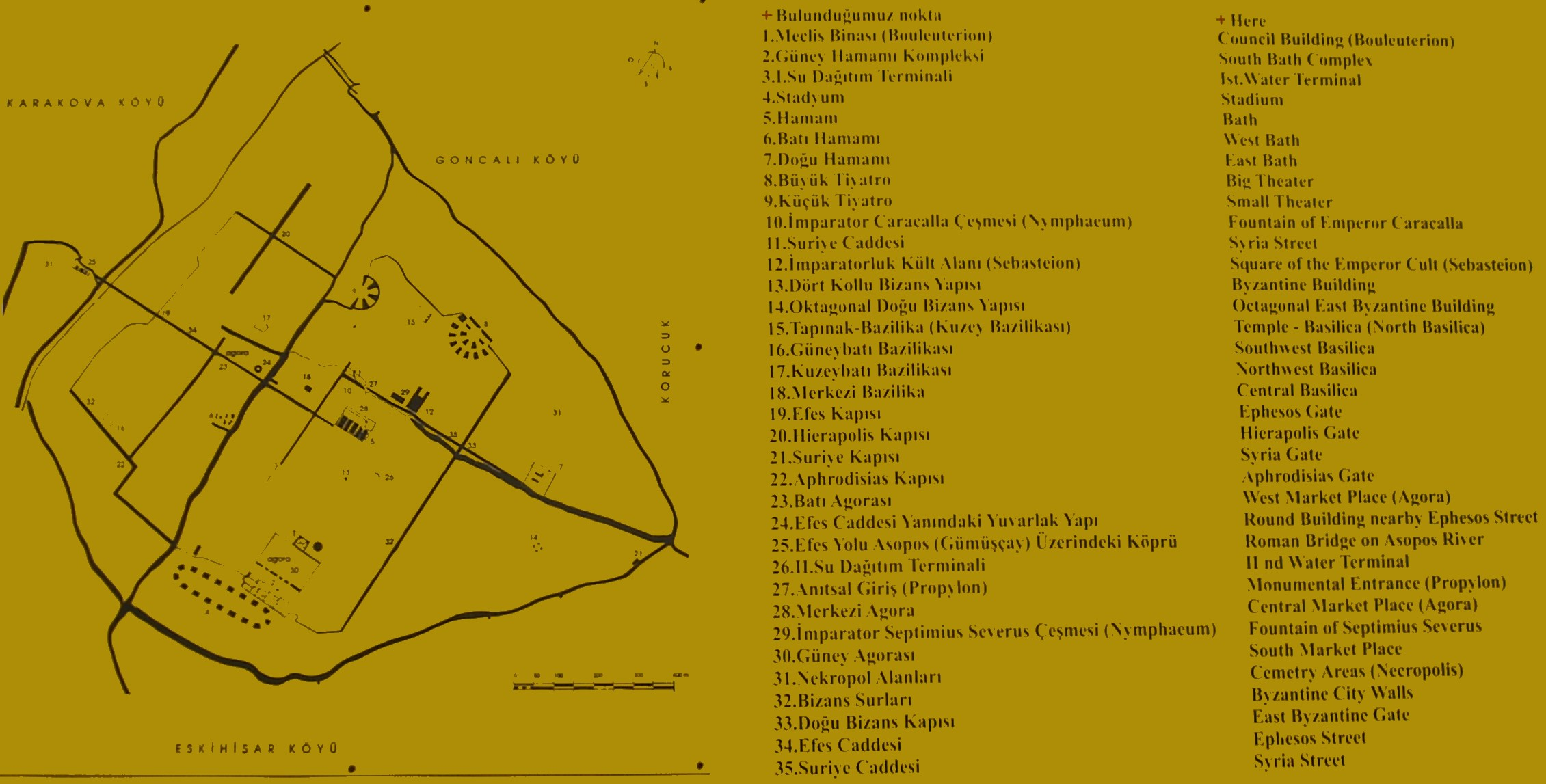

Les premières fouilles de la ville furent menées par l'archéologue canadien Jean des Gagniers en 1961-1963 (université Laval, Québec). Des travaux de restauration, menés par une équipe turque, ont repris en 2001 et se poursuivent en 2009. On y a retrouvé en 2011 une église du IVe siècle, peut-être celle dont la communauté est mentionnée dans l'Épître aux Colossiens.